# Рутенийалюминий
Рутенийалюминий — бинарное неорганическое соединение
рутения и алюминия
с формулой AlRu,
кристаллы.

## Получение
- Сплавление стехиометрических количеств чистых веществ:

{\displaystyle {\mathsf {Al+Ru\ {\xrightarrow {2100^{o}C}}\ AlRu}}}

## Физические свойства
Рутенийалюминий образует кристаллы кубической сингонии, пространственная группа P m3m, параметры ячейки a = 0,2980 нм, Z = 1,
структура типа хлорида цезия CsCl
.
Соединение конгруэнтно плавится при температуре ≈2100°C (2060°C ).